# A Japanese Idyll
Un Idilio japonés es un cortometraje de drama mudo 1912 dirigida y protagonizando por Lois Weber. La película fue producida por Rex Motion Picture Company y publicada por Universal Film Manufacturing Company.
La película se preserva en la Biblioteca de Congreso de los EE.UU.

## Reparto
- Lois Weber